# Esparreguera
Esparreguera est une commune de la province de Barcelone, en Catalogne, en Espagne, de la comarque de Baix Llobregat.

## Population et société

### Démographie
En 2012, Esparreguera est la 61e commune la plus peuplée de Catalogne.

## Culture locale et patrimoine

### Événements
- Passion d'Esparreguera

### Lieux et monuments
- L'église Sainte-Eulalie, construite dans un style gothique à partir de 1587 et consacrée en 1612.
- La Colonie Sedó, ancien habitat collectif ouvrier, transformé en musée industriel.

### Personnalités liées à la commune
- Lluís Llongueras (1936-2023) : coiffeur et artiste né à Esparreguera ;
- Anna Lizaran (1944-2013) : actrice née à Esparreguera ;
- Kima Guitart (1947-), artiste et designer née à Esparreguera;
- José Moratalla (1958-) : ancien footballeur du FC Barcelone né à Esparreguera.